# Гиноец
Гиноец или Гинеец, често книжовно Гиновец или Гиневец (на албански: Gjinovec или Gjinoveci), е село в Република Албания, част от община Булкиза (Булчица), административна област Дебър.

## География
Селото е разположено в историкогеографската област Голо бърдо и е населено основно с хора с българско или македонско национално съзнание.

## История

### В Османската империя
В „Етнография на вилаетите Адрианопол, Монастир и Салоника“, издадена в Константинопол в 1878 година и отразяваща статистиката на населението от 1873 година Гиневиц (Ghinevitz) е посочено като село с 90 домакинства със 134 жители българи и 118 жители помаци. Според статистиката на Васил Кънчов („Македония. Етнография и статистика“) в Гинеец живеят 210 души българи християни.
На Етнографската карта на Битолския вилает на Картографския институт в София от 1901 година Гиневец е смесено село българи, помаци, албанци и турци в Дебърската каза на Дебърския санджак с 80 къщи.
По данни на Екзархията в края на XIX век в Требища има 8 православни къщи с 68 души жители българи.
По данни на секретаря на екзархията Димитър Мишев („La Macédoine et sa Population Chrétienne“) в 1905 година в Гиневец (Guinevetz) има 208 българи екзархисти.
Според статистика на вестник „Дебърски глас“ в 1911 година в Гиневец има 26 български екзархийски и 45 помашки къщи. Според Георги Трайчев през 1911/1912 година в Гиноецъ има 35 български къщи със 176 жители, като фунцкионират църква и училище. Църквата „Свети Никола“ в селото е изградена в 1911 година, за което свидетелства ктиторският ѝ надпис.

### В Албания
След Балканската война в 1912 година селото попада в Албания. При албанските размирици от септември 1913 година на сръбска територия бягат 18 къщи, които заедно с други бежанци от Албания са настанени в турските села Бомово, Коняри и Куки.
В 1915 година, по време на Първата световна война, селото е анексирано от Царство България. Към 1 март 1916 година Гиновецъ е част от Кленската община на българската Дебърска околия.
В рапорт на Сребрен Поппетров, главен инспектор-организатор на църковно-училищното дело на българите в Албания, от 1930 година Гинеец е отбелязано като село със 70 къщи, част от които православни българи, а останалите българи мохамедани.
В 1939 година Георги Илиев от името на 20 български къщи в Гиневец подписва Молбата на македонски българи до царица Йоанна, с която се иска нейната намеса за защита на българщината в Албания – по това време италиански протекторат.
В 1940 година Миленко Филипович пише, че Гиновец, Гиневец, Джиновец (Гиновец, Гиневец, Ђиновец) е „сръбско“ село, но мнозинството от жителите му са мюсюлмани. Православните имат селска слава на Свети Илия. Православни са 40 семейства, като главните са: Караджевци, Филковци, Трайовци, Койовци, Говедаровци. В Скопие живее Риста Докчевич Филковски. Между мюсюлманите главни родове са: Башовци, Сулковци и други. Койовци са от някогашното сръбско село Койовац при Лешничани. Марковци са бегълци от Бомово, сега чисто албанско село.
До 2015 година селото е част от община Требища.

## Личности
Родени в Гиноец
- Вело Цфарку (1935-2020), албански писател
- Вита Блаже Коя (р. 1957), албанска икономистка и фолклористка